# Demonax kalabi
Demonax kalabi är en skalbaggsart som beskrevs av Holzschuh 1998. Demonax kalabi ingår i släktet Demonax och familjen långhorningar. Inga underarter finns listade i Catalogue of Life.